# Fabienne Schlumpf
Fabienne Schlumpf (* 17. November 1990 in Wetzikon) ist eine Schweizer Hindernis- und Langstreckenläuferin. Sie ist dreifache Olympiateilnehmerin (2016, 2020, 2024) und aktuelle Inhaberin der Schweizer Rekorde im 10-km-Lauf, Marathon sowie im Halbmarathon.

## Werdegang
Schlumpf wuchs in Oetwil am See auf. Sie begann im Alter von rund zehn Jahren mit dem Leichtathletiktraining beim LC Meilen und wechselte ein Jahr später zum Turnverein Egg.
Seit 2005 wird sie von Michael Rüegg trainiert und gehört seit 2007 der Trainingsgemeinschaft TG Hütten (Dübendorf) an. 2009 und 2012 wurde sie Schweizer Meisterin über 3000 Meter Hindernis. 2013 holte sie den Titel im Crosslauf über die Kurzdistanz.
Fabienne Schlumpf lebt in Wetzikon und ist als kaufmännische Angestellte tätig.

### Internationale Karriere
2013 wurde Schlumpf bei den Weltmeisterschaften in Moskau über 3000 Meter Hindernis im Vorlauf disqualifiziert, weil sie die Innenseite der Bahn überschritten hatte. Bei den Crosslauf-Europameisterschaften in Belgrad belegte sie den 38. Platz.
2014 kam sie bei den Europameisterschaften in Zürich über 3000 Meter Hindernis auf Rang 13 und siegte beim Basler Stadtlauf. Am 31. Mai 2014 stellte sie in Oordegem-Lede mit 9:37,81 min einen Schweizer Rekord über 3000 Meter Hindernis auf.
2015 wurde sie Schweizer Meisterin im Langcross und über 10 Kilometer Strasse. Mit einer Zeit von 9:40,63 min über 3000 Meter Hindernis in Oordegem qualifizierte sie sich im Mai für die Weltmeisterschaften 2015. Zwei Monate später sagte sie jedoch wegen Überlastungssymptomen ab, die kein regelmässiges Trainings zuliessen.

### Olympische Spiele und Wechsel zum Marathon
2016 lief sie an den Olympischen Spielen in Rio de Janeiro am 13. August 2016 im Vorlauf eine Zeit von 9:30:54 min, was neuen Schweizer Rekord und Einzug in den Final bedeutete.
Ende Februar 2017 verbesserte Schlumpf in Payerne den Schweizer Rekord im 10-km-Strassenlauf auf 32:10 min. Zwei Wochen später lief sie beim CPC Loop Den Haag die Halbmarathondistanz in 1:10:17 h, womit sie ebenfalls einen neuen Schweizer Rekord aufstellte, der ein Jahr später von Martina Strähl unterboten wurde. Im Juni 2017 lief Schlumpf innerhalb einer Woche zweimal neuen Schweizer Rekord über 3000 Meter Hindernis: am 9. Juni in Belfort in 9:26,86 min und am 15. Juni am Diamond-League-Meeting in Oslo in 9:21,65 min.
Im März 2018 belegte Schlumpf bei den in Valencia ausgetragenen Halbmarathon-Weltmeisterschaften in einer Zeit von 1:10:36 h als drittbeste Europäerin den 16. Platz. Am 12. August 2018 gewann sie an den Europameisterschaften in Berlin über 3000 Meter Hindernis die Silbermedaille.
Die Saison 2019 musste sie nach einer Stressreaktion im Fuss vorzeitig abbrechen. Aufgrund der pandemiebedingten Verschiebung der Olympischen Spiele ins Jahr 2021 entschloss sich Schlumpf schon in der Sommersaison 2020, den Weg zum Langstreckenlauf einzuschlagen und die Qualifikation für den Marathonwettbewerb in Tokio anzustreben.
Am 3. April 2021 gelang ihr beim Marathondebüt in Bern-Belp mit 2:26:14 h nicht nur die Olympianorm, sondern auch ein neuer nationaler Rekord.

### Marathonlauf
Bei den Olympischen Spielen 2020 in Sapporo belegte sie mit einer Zeit von 2:31:36 h als drittbeste Europäerin den zwölften Rang.
Bei den Olympischen Spielen 2024 in Paris erreichte sie nach 2:28:10 h als viertbeste Europäerin den 16. Rang.
Am 3. November 2024 wurde Schlumpf Fünfte beim New-York-City-Marathon mit einer Zeit von 2:26:31 h, ihr bestes Resultat bei einem World-Marathon-Majors-Rennen.

## Persönliche Bestleistungen
- 3000 m Hindernis: 9:21,65 min, 15. Juni 2017, Oslo
- 5000 m: 15:23,44 min, 18. Juli 2018, Bellinzona
- 10-km-Strassenlauf: 32:01 min, 14. Oktober 2018, Berlin (Schweizer Rekord)
- Halbmarathon: 1:08:27 h, 21. März 2021, Dresden (Schweizer Rekord, gemischter Wettbewerb)
- Halbmarathon: 1:08:38 h, 17. Oktober 2020, Gdynia (Schweizer Rekord, Frauenwettbewerb)
- Marathon: 2:24:30 h, 3. Dezember 2023, Valencia (Schweizer Rekord, gemischter Wettbewerb)
- Marathon: 2:26:31 h, 3. November 2024, New York (Schweizer Rekord, Frauenwettbewerb)

Per 3. November 2024 hielt Fabienne Schlumpf die folgenden Schweizer Rekorde:
- Strassenläufe: 10 km, Halbmarathon, Marathon
- die nicht mehr nachgeführten Rekorde auf 15 und 20 km, erzielt am 12. März 2017 als Zwischenzeiten beim CPC Loop Den Haag. Schlumpf gewann diesen Wettbewerb, und erzielte dabei auch den mittlerweile verbesserten Rekord im Halbmarathon.
- Bahnläufe: 2000 m Hindernis (Frauen U 23)